# UFC 201
UFC 201: Lawler vs. Woodley（ユーエフシー・ツーオーワン：ローラー・バーサス・ウッドリー）は、アメリカ合衆国の総合格闘技団体「UFC」の大会の一つ。2016年7月30日、ジョージア州アトランタのフィリップス・アリーナで開催された。

## 大会概要
本大会ではロビー・ローラーとタイロン・ウッドリーによるUFC世界ウェルター級タイトルマッチが組まれた。

## 試合結果

### アーリープレリム
第1試合 ライト級 5分3R
○  ダミアン・ブラウン vs.  セザール・アルサメンディア ×
1R 2:27 KO（右ストレート→パウンド）
第2試合 ウェルター級 5分3R
△  マイケル・グレイブス vs.  ボヤン・ベリチコビッチ △
3R終了 判定1-0（30-27、28-28、28-28）

### プレリミナリーカード
第3試合 フライ級 5分3R
○  ウィルソン・ヘイス vs.  ヘクター・サンドバル ×
1R 1:49 リアネイキドチョーク
第4試合 ヘビー級 5分3R
○  アンソニー・ハミルトン vs.  ダミアン・グラボウスキー ×
1R 0:14 KO（スタンドパンチ連打）
第5試合 ウェルター級 5分3R
○  ホルヘ・マスヴィダル vs.  ロス・ピアソン ×
3R終了 判定3-0（29-28、29-28、30-27）
第6試合 ライトヘビー級 5分3R
○  ニキータ・クリーロフ vs.  エド・ハーマン ×
2R 0:40 KO（左ハイキック）

### メインカード
第7試合 フライ級 5分3R
○  ライアン・ブノワ vs.  フレディ・セラーノ ×
3R終了 判定2-1（28-29、29-28、29-28）
第8試合 バンタム級 5分3R
○  エリック・ペレス vs.  フランシスコ・リベラ ×
3R終了 判定3-0（30-26、30-26、29-28）
第9試合 ウェルター級 5分3R
○  ジェイク・エレンバーガー vs.  マット・ブラウン ×
1R 1:46 TKO（左ミドルキック→パウンド）
第10試合 女子ストロー級 5分3R
○  カロリーナ・コバケビッチ vs.  ローズ・ナマユナス ×
3R終了 判定2-1（28-29、29-28、29-28）
第11試合 UFC世界ウェルター級タイトルマッチ 5分5R
○  タイロン・ウッドリー vs.  ロビー・ローラー ×
1R 2:12 KO（右フック→パウンド）
※ウッドリーが王座獲得に成功。

### 各賞
ファイト・オブ・ザ・ナイト： カロリーナ・コバケビッチ vs. ローズ・ナマユナス
パフォーマンス・オブ・ザ・ナイト： タイロン・ウッドリー、ジェイク・エレンバーガー
各選手にはボーナスとして5万ドルが授与された。

### カード変更
負傷などによるカードの変更は以下の通り。
- ショーン・サンテラ → ヘクター・サンドバル（第3試合）

- シアー・バハドゥルザダ → ロス・ピアソン（第5試合）

- デメトリアス・ジョンソン vs. ウィルソン・ヘイス → ジョンソンの負傷により中止

- シアー・バハドゥルザダ vs. クラウジオ・シウバ → シウバの負傷により中止

- イアン・マッコール vs. ジャスティン・スコギンズ → スコギンズの負傷により中止